# Kediet ej Jill
Kediet ej Jill (ar. كدية الجل) je planina u Tiris Zemmouru, Mauritanija, s gradom Zouérat na istoku i Fderîckom na zapadu. Vrh planine, visok 915 m, najviši je vrh Mauritanije.

## Geografija
Planina i njezino okolno područje bogati su nalazištima željeza, za koje se smatra da se ovdje vadi od 11. stoljeća, a komercijalno iskorištava od 1952. godine. Sadašnji rudnici povezani su s Nouadhiboum na atlantskoj obali željeznicom dugom 700 km.

### Geologija
Planina izgleda plavkasto zbog visoke koncentracije magnetita, željezne rude i prirodnog magneta. Zbog svojih inherentnih magnetskih svojstava, planina remeti navigacijske kompase. Slična magnetska polja omogućila su otkriće drugih naslaga u regiji (magnetit guelbs) 1960-ih.

## Okoliš
Povremeni vodotoci otječu s planinskih padina u okolnu pustinju. 

### Flora
Vegetacija uključuje Phoenix dactylifera, Adiantum capillus-veneris, Hyoscyamus muticus, Tamarix sp. , Vachellia tortilis, Rhus tripartitus, Capparis decidua, Leptadenia pyrotechnica, Maerua crassifolia, Salvadora persica, Balanites aegyptiaca i Panicum turgidum. 

### Fauna
BirdLife International je odredio ovo područje kao važno područje za ptice (IBA) jer podržava značajne populacije Pterocles coronatus, Neotis nuba, Bubo ascalaphus, Alaemon alaudipes, Ammomanes cinctura, Ammomanes deserti, Ptyonoprogne obsoleta, Scotocerca inquieta, Argya fulva, Oenanthe leucopyga i Oenanthe lugens, pustinjskih vrabaca i Bucanetes githagineus.

## Vanjske poveznice
- Kediet ej Jill, Tiris Zemmour, Mauritanija